# Moussa Dadis Camara

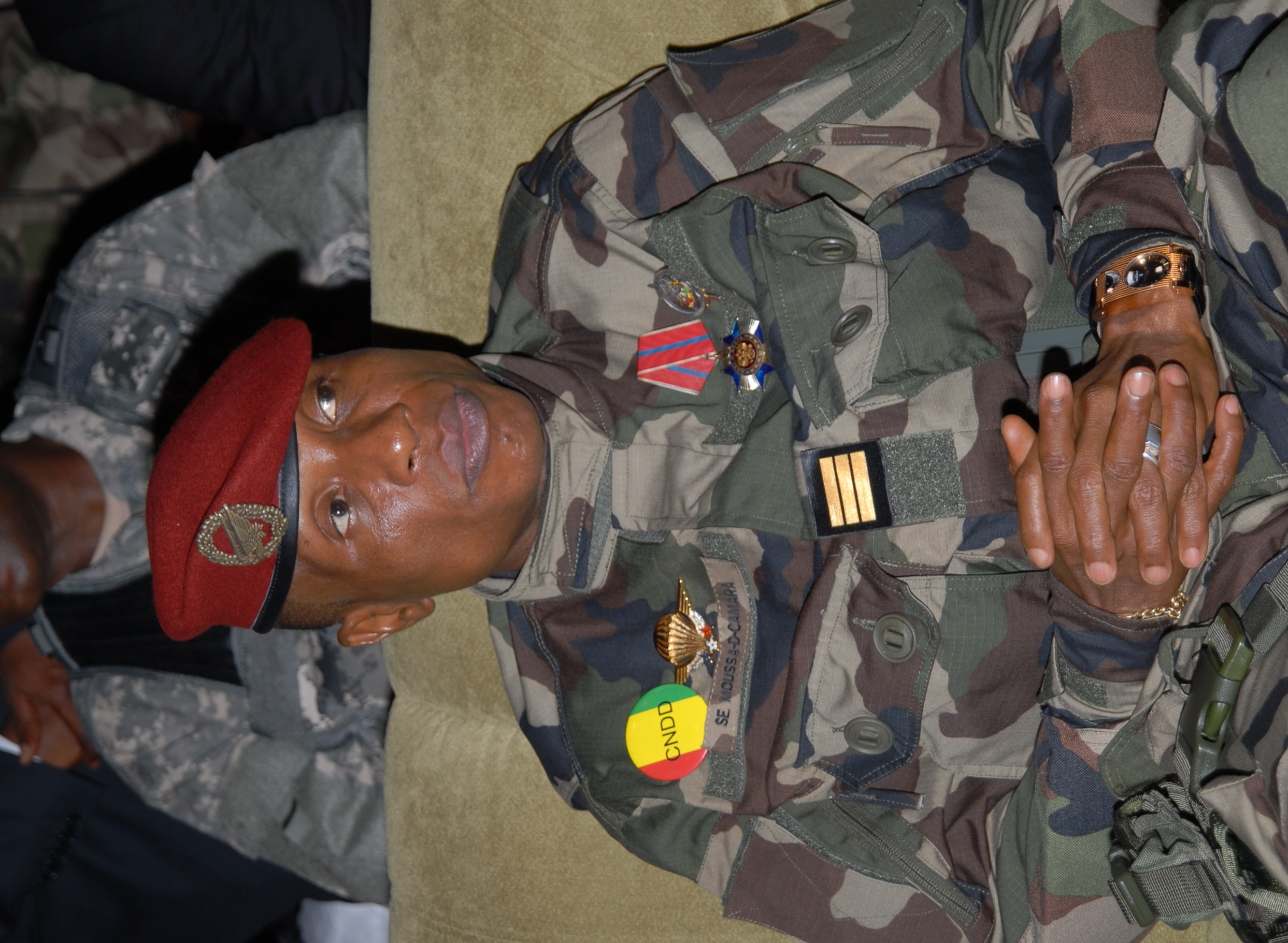
Moussa Dadis Camara

Moussa Dadis Camara, född 1964, utnämndes på julafton 2008 till guineansk president av Nationalrådet för demokrati och utveckling (CNDD). Han är officiellt kristen och talar fem språk: franska, tyska, kpelle, susu och maninka. Den 3 december 2009 utsattes han för ett mordförsök, varefter han trädde tillbaka som president. Vicepresidenten Sékouba Konaté tog över styret av landet tills Alpha Condé valdes som ny president 2010.

## Bakgrund
Camara föddes i byn Koure, i Lola-distriktet, i sydöstligaste Guinea, nära gränsen till Elfenbenskusten och Liberia. Han gick i skolan fyra mil bort, i residensstaden Nzérékoré. 
Efter att ha studerat juridik och ekonomi vid Abdel Nasseruniversitet och Conakry universitet blev han 1990 furir i landets armé. 

Camara befordrades senare till kapten och 2004 genomgick han 18 månaders militär träning i Tyskland.
I november 2008 utnämndes han till chef för arméns drivmedelsenhet.
På tisdagsmorgonen den 23 december 2008 förklarade han i radio att Guineas armé hade tagit över makten sedan president Lansana Conté avlidit. Camara sade att regeringen och grundlagen var upplösta och att alla politiska och fackliga aktiviteter tills vidare var förbjudna. Enligt radiobeskedet skulle CNDD ta över styret av landet eftersom "republikens institutioner har visat sig oförmögna att hantera de kriser som drabbat vårt land".
Kuppmakarna rörde sig fritt i huvudstaden Conakry under julhelgen och grep flera potentiella motståndare på gatorna. Sedan Camara den 24 december svurits in som president, vid en ceremoni i presidentpalatset, så genomförde sympatiserande soldater, poliser och brandmän en lång motorkonvoj på Conakrys gator, påhejade av tusentals människor. 
I ett tv-tal lovade Camara sedan att organisera trovärdiga och öppna val, i slutet av december 2010. Han beordrade samtidigt regeringen och högt uppsatta militärer att inställa sig inom 24 timmar och hotade med att söka igenom landet efter dem som inte dök upp. På juldagen infann sig därför premiärminister Ahmed Tidiane Souaré och flera regeringsmedlemmar vid en militärbas nära huvudstaden Conakry.
Lördagen den 27 december träffade Camara tusentals människor (däribland flera ledande företrädare för fackföreningsrörelsen och den politiska oppositionen) vid sitt militärhögkvarter.
Den 31 juli 2024 befanns Moussa Dadis Camara skyldig till "brott mot mänskligheten" i massakrerna som inträffade 2009 och dömdes till tjugo års fängelse.